# Oeonia madagascariensis
Oeonia madagascariensis är en orkidéart som först beskrevs av Rudolf Schlechter, och fick sitt nu gällande namn av Jean Marie Bosser. Oeonia madagascariensis ingår i släktet Oeonia och familjen orkidéer. Inga underarter finns listade i Catalogue of Life.